# 1973 في رومانيا
فيما يلي قوائم الأحداث التي وقعت خلال عام 1973 في رومانيا.

## رياضة
- 24 يونيو – دوري الدرجة الأولى الروماني 1972–73 الفائز دينامو بوخارست.

## مواليد

### يناير
- 1 يناير – زولت كيريكس متزلج فني مجري.

### مارس
- 9 مارس – رونا هارتنر

### أبريل
- 3 أبريل – دي جي صاوه

### مايو
- 23 مايو – فلوريان تودور مُجدّف روماني.

### يونيو
- 25 يونيو – روكميني كاليماشي كاتبة أمريكية.

### أغسطس
- 10 أغسطس – إيونيل غانيا لاعب كرة قدم روماني.

### سبتمبر
- 5 سبتمبر – كورنيليو بابورا لاعب كرة قدم روماني.
- 8 سبتمبر – بيتر مارين لاعب كرة قدم روماني.
- 10 سبتمبر – يوجينة بوبا لاعبة جمباز فني رومانية.

### أكتوبر
- 6 أكتوبر – أندريا إيريت فانس لاعبة كرة مضرب رومانية.

### نوفمبر
- 13 نوفمبر – نيكولاي ستانسيو لاعب كرة قدم روماني.

### ديسمبر
- 9 ديسمبر – نيكولاي كونستانتين لاعب كرة قدم روماني.
- 25 ديسمبر – غابرييل بوبيسكو لاعب كرة قدم روماني.
- 26 ديسمبر – إيلينا أودريا سياسية رومانية.

## وفيات

### يناير
- 26 يناير – إدوارد روبنسون (مواليد 1893) ممثل أمريكي روماني.

### مارس
- 1 مارس – إرنو لاسلو (مواليد 1897)

### أبريل
- 7 أبريل – نيك ستيوارت (مواليد 1904)

### نوفمبر
- 14 نوفمبر – أيون كوفاسي (مواليد 1945)
- 25 نوفمبر – إليسا ليونيدا زامفيريسكو (مواليد 1887) مهندسة رومانية.